# Lulanguru
Lulanguru ist eine Siedlung im sog. „Mixed Ward“ (deutsch etwa: Gemeinde) Ilolanguru im Uyui  Distrikt der Region Tabora im westlichen Tansania.
2022 hatte die Gemeinde 12.346 Einwohner.
Seit der Kolonialzeit ist der Ort Station der Tanganjikabahn (Kilometer 866,3).
Im Ersten Weltkrieg wurde der Ort im Zuge der sog. Tabora Offensive von Truppen der Force Publique, die aus Belgisch-Kongo unter dem Befehl des dänischen Generals Frederik-Valdemar Olsen standen, erobert und gegen Angriffe der deutschen Schutztruppe verteidigt.